# فرودگاه دا وینتون/سووت کلگری
فرودگاه دا وینتون/سووت کلگری (به انگلیسی: De Winton/South Calgary Airport) یک فرودگاه خصوصی است که یک باند فرود آسفالت دارد و طول باند آن ۹۱۹ متر است. این فرودگاه در کشور کانادا قرار دارد و در ارتفاع ۱۰۲۳ متری از سطح دریا واقع شده‌است.